# Hardware de red

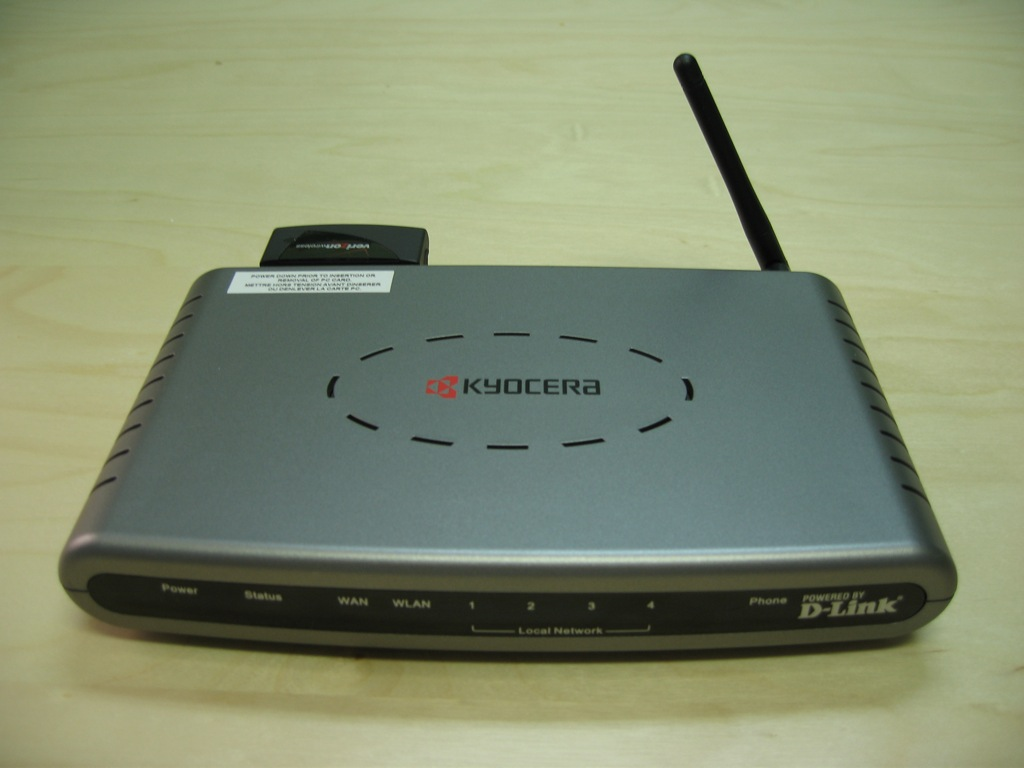
Enrutador Kyocera.

Un hardware de red es un hardware, es decir un aparato informático, que facilita el uso de una red informática. Típicamente, esto incluye enrutadores, switches, hubs, gateways, puntos de acceso, tarjetas de interfaz de red, cables de redes, puentes de red, módems, adaptadores RDSI, firewalls y otros dispositivos hardware relacionados.
El tipo más común de hardware de red hoy en día son los adaptadores Ethernet, ayudados en gran medida por su inclusión de serie en la mayoría de los sistemas informáticos modernos. Sin embargo, la red inalámbrica se ha hecho cada vez más popular, especialmente para los dispositivos portátiles y de mano.
Otros materiales que prevalecen en redes de computadoras son los equipos de centros de datos (tales como servidores de archivos, servidores de base de datos y las áreas de almacenamiento), servicios de red (tales como DNS, DHCP, correo electrónico, etc), así como otros dispositivos de red específicos, tales como entrega de contenido.
Otros dispositivos diversos que pueden ser considerados hardware de red incluyen teléfonos móviles, PDAs e incluso cafeteras modernas. Mientras que la tecnología crece y redes basadas en IP están integradas en la infraestructura de construcción y en electrodomésticos, hardware de red se convierte en una expresión ambigua debido al número creciente de terminales con capacidad de red.